# NGC 5327
NGC 5327 este o liner situată în constelația Fecioara. A fost descoperită în 15 aprilie 1787 de către William Herschel.